# باب پراسل

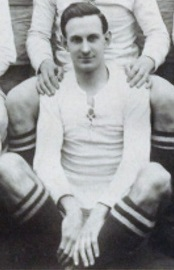
باب پراسل در سال ۱۹۲۰

باب پراسل (انگلیسی: Bob Pursell; ۱۸ مارس ۱۸۸۹ – ۲۴ مهٔ ۱۹۷۴) بازیکن فوتبال اهل اسکاتلند بود که در اوایل قرن ۲۰ در لیورپول بازی می‌کرد.
از جمله باشگاه‌هایی که در آن بازی کرده‌است می‌توان به باشگاه فوتبال پورت ویل و باشگاه فوتبال لیورپول، اشاره کرد.